# 长尖突紫堇
长尖突紫堇（学名：Corydalis pseudomucronata）为罂粟科紫堇属下的一个种。

## 扩展阅读
- 維基物種上的相關：长尖突紫堇